# MÁV IVa
Die Dampflokomotivreihe MÁV IVa war eine Güterzug-Schlepptenderlokomotivreihe der Ungarischen Staatsbahnen Magyar Államvasutak (MÁV), die auch in geringer Anzahl von der Buschtěhrader Eisenbahngesellschaft (BEB) als BEB IV beschafft wurde.

## Geschichte
Die MÁV beschafften von 1882 bis 1885 insgesamt 38 Stück Güterzuglokomotiven der Bauart D, die von der Wiener Neustädter Lokomotivfabrik und von der Lokomotivfabrik Floridsdorf geliefert wurden.
Die MÁV gab ihnen in ihrem ersten Bezeichnungsschema die Nummern 501–538.
Im zweiten Schema ab 1892 wurden sie MÁV IVa 4041–4083, da noch fünf Maschinen nachgeliefert wurden.
Im dritten Schema hießen sie dann MÁV 420,001–043.
Die BEB beschafften drei Stück dieser Bauart 1890 von der Wiener Neustädter Lokomotivfabrik.
Sie wurden als BEB IV eingeordnet und bekamen die Betriebsnummern 304–306.
Nach der Verstaatlichung 1923 kamen die drei Maschinen zu den Tschechoslowakischen Staatsbahnen (ČSD), die ihnen die Bezeichnung 412.004–006 gab.
Die Loks dieser Reihe wurden bis 1949 ausgemustert.
Die ČSD ordneten auch die leicht unterschiedlichen unter BEB IV beschriebenen Loks als 412.0 ein.